# Codex Bezae
Codex Bezae (Nestle–Aland nr. D eller 05) är en handskrift från 400-talet som innehåller evangelierna och Apostlagärningarna och som är en viktig källa vid moderna översättningar av Nya Testamentet.

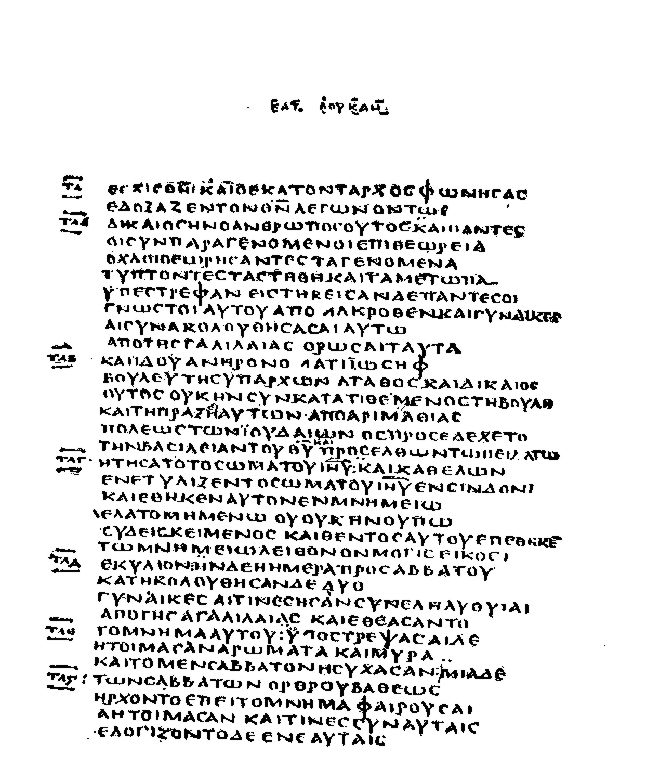
Lukas 23:47-24:1 i Codex Bezae

- Low resolution digital facsimile of the Codex Bezae from Cambridge University Library
- Wikimedia Commons har media som rör Codex Bezae.